# Guacamayas
Guacamayas – miasto w Kolumbii, w departamencie Boyacá.